# Ehrenwache

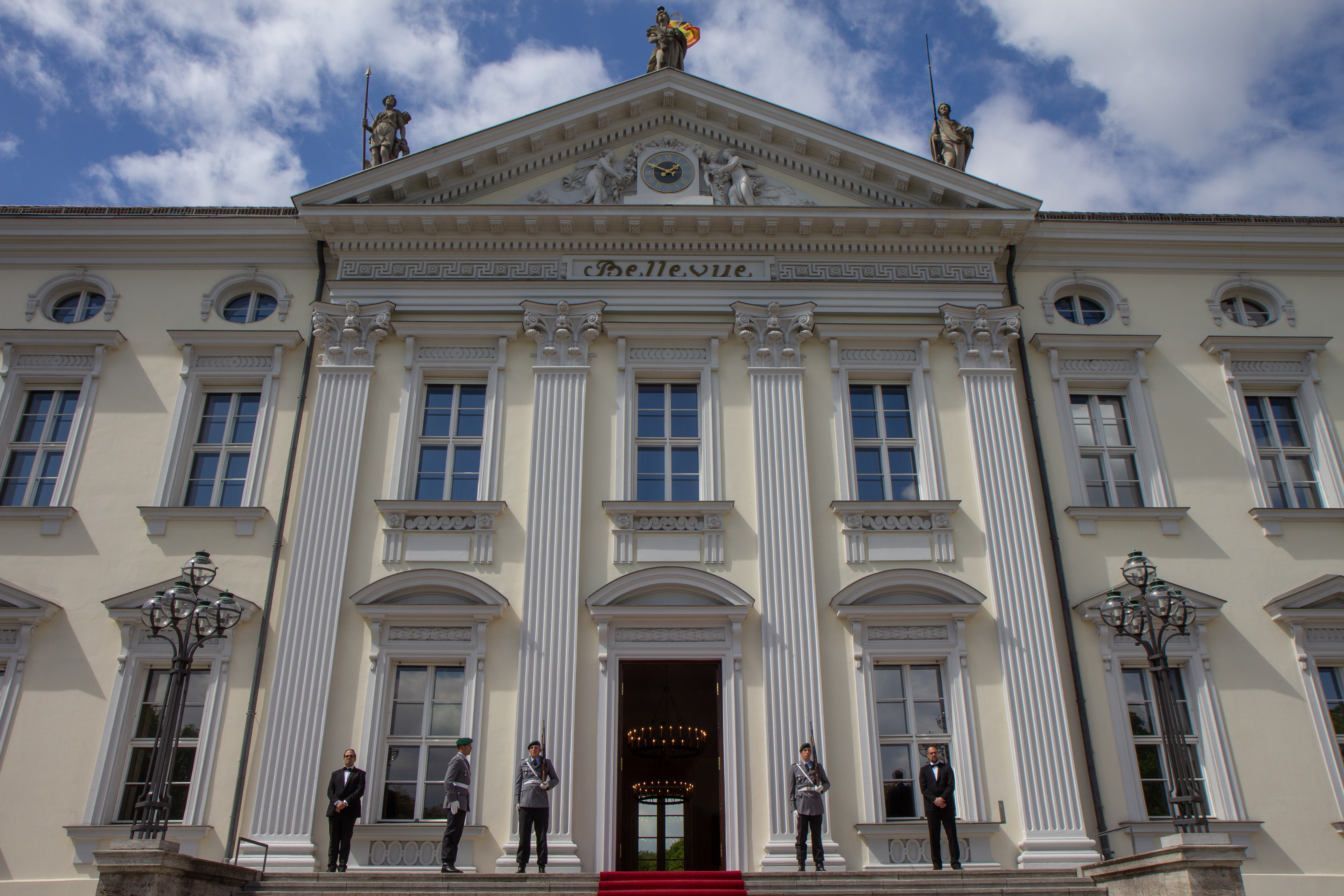
Ehrenwache des Wachbataillons am Schloss Bellevue in Berlin

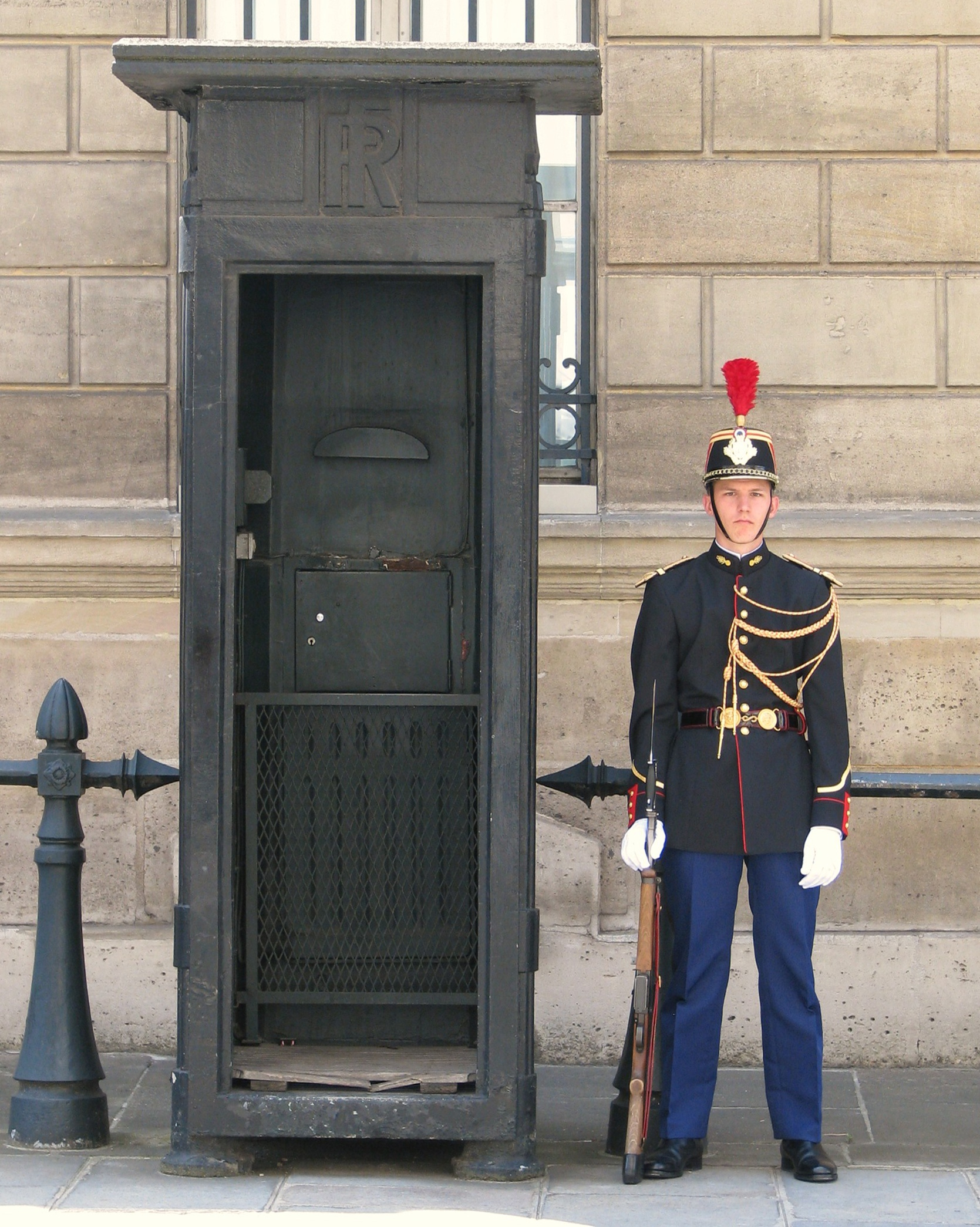
Ehrenposten der Garde républicaine am Élysée-Palast in Paris

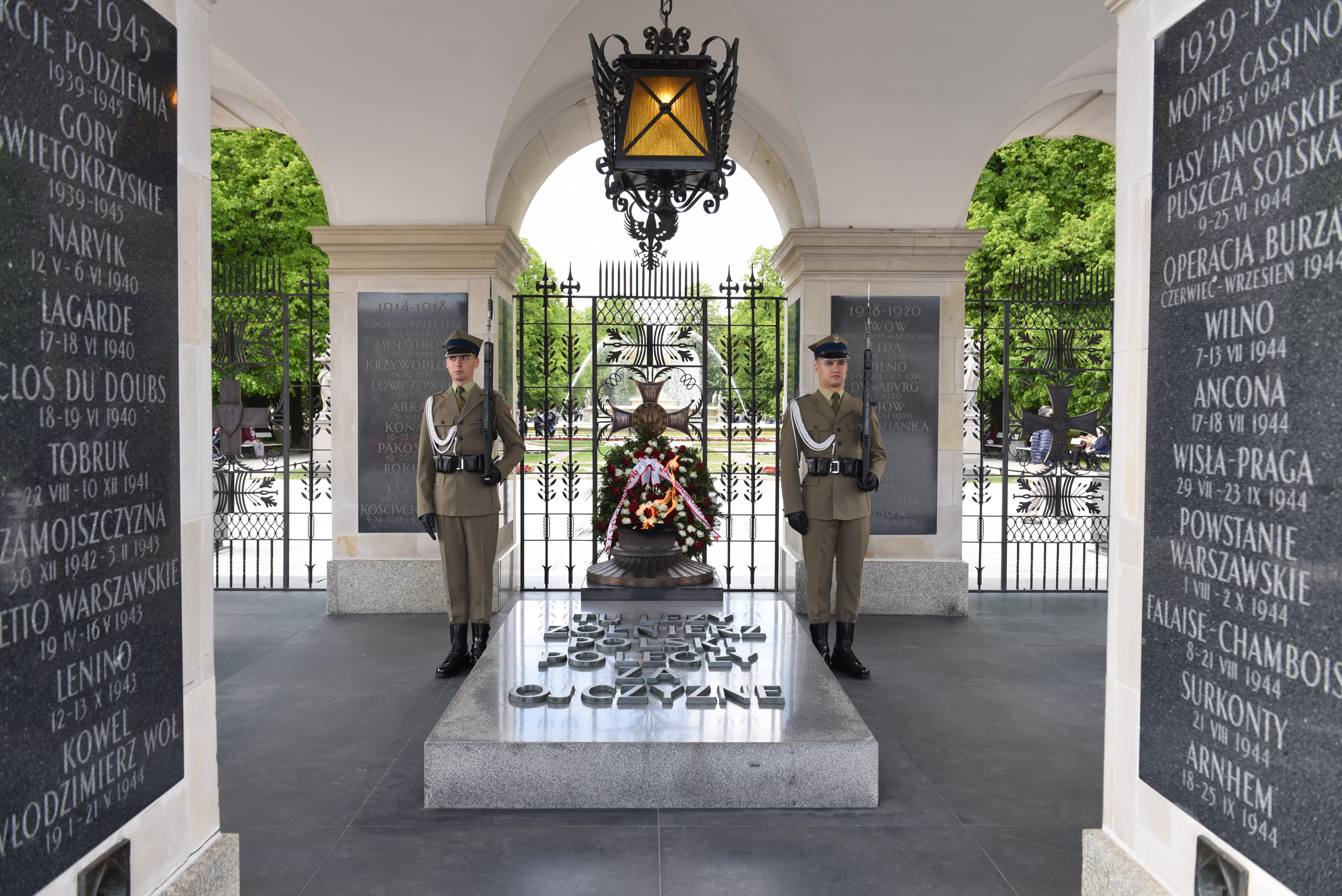
Ehrenwache am Grabmal des unbekannten Soldaten in Warschau

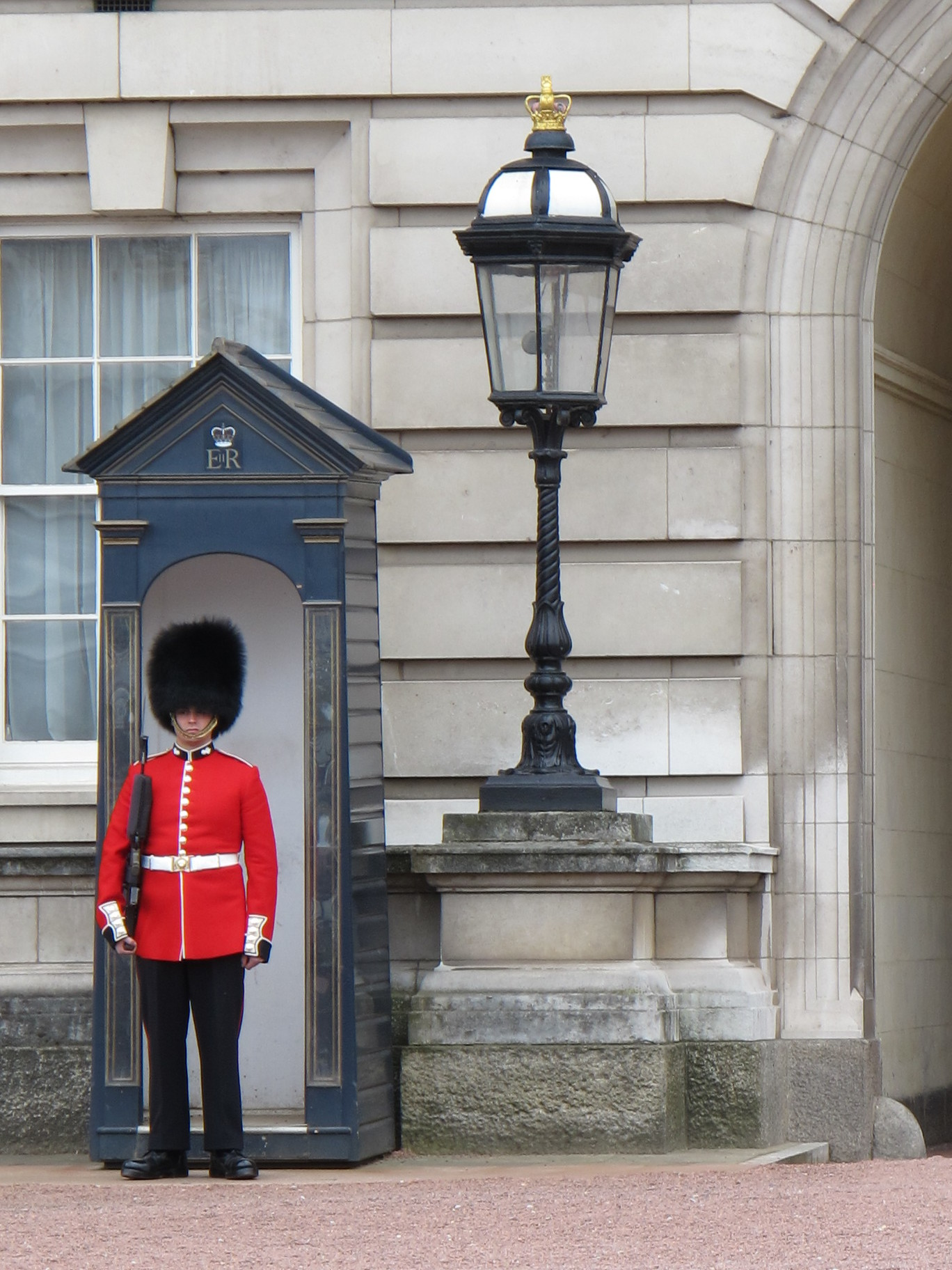
Ehrenposten am Buckingham-Palast in London

Ehrenwache (auch Ehrenposten) bezeichnet eine im Protokolldienst stehende Gruppe von Soldaten, die zu Traditions- oder Repräsentationszwecken ein Gebäude, Denkmal o. Ä. unter militärische Bewachung stellt.

## Tradition
Die Tradition des Stellens von Ehrenwachen geht bis in das Altertum zurück. Hochgestellte Persönlichkeiten hatten Anspruch auf eine ständig anwesende Wache, die zu diesem Zweck meist vor dem Eingang des Raumes Aufstellung nahm, in dem sich die betreffende Persönlichkeit aufhielt. Diese Wache erfüllte einen doppelten Zweck: zum einen die tatsächliche Sicherung gegen mögliche Angriffe, zum anderen war die Anwesenheit einer Wache auch ein Statussymbol (vergleichbar etwa der Funktion einer modernen Standarte), weil sie die Präsenz einer bedeutenden Person nach außen hin sichtbar machte. Im Laufe der Zeit ging die Bedeutung als reale Sicherung gegen Angriffe zurück (moderne Ehrenwachen führen im Normalfall keine Munition in ihren Waffen; die Schutzaufgabe übernehmen meist professionelle Leibwächter), geblieben ist die Repräsentationsfunktion.
In vielen Ländern gibt es ständige Ehrenwachen, also solche, die ununterbrochen den Ehrenwachdienst an bestimmten repräsentativen Gebäuden und Objekten wahrnehmen. Insbesondere gilt dies für Staaten, in denen ein Monarch Staatsoberhaupt ist. Hier stehen die Ehrenwachen in ihrer repräsentativen Schutzfunktion meist in besonderem Bezug zu dieser Person. So stehen z. B. am Buckingham Palace in London oder am Fürstenpalais in Monaco ständig Ehrenwachen. Die Einheiten, die Soldaten zu solchen Wachdiensten abstellen, führen aus diesem Grund meist den Zusatz Garde- oder Leib- im Einheitsnamen. Oft besitzen solche Einheiten auch sehr lange Traditionslinien; häufig tragen ihre Soldaten beim Dienst als Ehrenwache historische oder historisierende Uniformen. Außer an Palästen oder Amtssitzen von Staatsoberhäuptern werden v. a. an nationalen Gedenkstätten (Grabmal des unbekannten Soldaten) Ehrenwachen gestellt.
Üblicherweise besteht eine ständige Ehrenwache aus zwei Soldaten mit Mannschaftsdienstgrad unter Kommando eines Unteroffiziers. Sie sind Teil einer so genannten Wachmannschaft, die üblicherweise Zugstärke (ca. 20 bis 30 Soldaten) hat und wiederum unter Befehl eines Offiziers (des sogenannten Wachhabenden) steht. Die nicht diensttuenden Soldaten der Wachmannschaft halten sich im so genannten Wachlokal auf; dabei handelt es sich um einen oder mehrere zu diesem Zweck eingerichtete Räume im bewachten Gebäude bzw. einem Gebäude in dessen Nähe (so befand sich beispielsweise das Wachlokal für die Ehrenwache der NVA an der Neuen Wache in Berlin im benachbarten Zeughaus). Sichtbar sind von der Wachmannschaft meist nur die beiden Soldaten einer Ehrenwache; der kommandierende Unteroffizier tritt nur während des Postenwechsels in Erscheinung, bei dem die beiden Posten einer Ehrenwache von zwei anderen Soldaten abgelöst werden. Die Einsatzdauer als Ehrenwache beträgt etwa eine bis zwei Stunden; länger ist die körperliche Anstrengung des unbewegten Stillstehens kaum durchzuhalten. Das unbewegte Stehen während des Dienstes hat durchaus einen traditionellen militärischen Hintergrund: Zum einen mussten die Wachsoldaten früherer Tage ihrem zugeteilten Bereich volle Aufmerksamkeit widmen und durften sich dabei von nichts ablenken lassen, und zum anderen waren und sind Ehrenwachen Repräsentanten ihrer jeweiligen Armee und damit auch Aushängeschild für deren Disziplin. Dieser Aspekt ist vor allem an besonders populären Orten Inhalt der Belustigung von Touristen und Schaulustigen, die sich beispielsweise zusammen mit den Posten fotografieren lassen und dabei versuchen, sie zu Reaktionen zu verleiten. Häufig werden deshalb Polizisten oder nicht aktive Angehörige der Wachmannschaft abgestellt, um sicherzustellen, dass solche Übergriffe nicht ausufern.
An Einrichtungen, an denen eine ständige Ehrenwache steht, findet für gewöhnlich regelmäßig eine „(Große) Wachablösung“ statt. Dabei wird der sonst schlicht durchgeführte Vorgang des Postenwechsels von einer aufmarschierten Ehrenformation und für gewöhnlich auch einem Musikkorps begleitet. Solche Wachablösungen sind dabei oft auch ein Anziehungspunkt für Touristen.

## Deutschland
Im Deutschen Kaiserreich wurde das Stellen von Ehrenwachen in sehr inflationärer Weise betrieben. So wurden vor fast allen Schlössern der Hohenzollern, wie dem Berliner Stadtschloss, einem Teil der Schlösser in Potsdam sowie an fast allen Fürstenhäusern des Reiches Ehrenwachen gestellt. Selbst im Ersten Weltkrieg wurden diese nicht abgezogen.
Zur Zeit der Weimarer Republik zog vor der Neuen Wache Unter den Linden in Berlin regelmäßig eine Ehrenwache auf, die sich schnell zu einem beliebten Touristenziel entwickelte.
In der NS-Zeit wurde diese beibehalten und um einen Doppelposten vor der Reichskanzlei erweitert, der ab dem 17. März 1933 von der SS-Stabswache Berlin (später Leibstandarte SS Adolf Hitler) übernommen wurde. Ein besonderer Ort der NS-Propaganda war die Feldherrnhalle in München, wo ebenfalls eine SS-Stabswache Dienst tat.
In der DDR wurde die Tradition einer Ehrenwache vor der zum Mahnmal für die Opfer von Faschismus und Militarismus umgewidmeten Neuen Wache Unter den Linden ab 1962 fortgeführt. Jeden Mittwoch und an Staatsfeiertagen fand dort der Große Wachaufzug der Ehrenkompanie des Wachregiments „Friedrich Engels“ der NVA statt. 
Heute stellt die Bundeswehr Ehrenwachen nur noch zu besonderen Anlässen, wie Staatsbesuchen oder Kranzniederlegungen (etwa am Volkstrauertag oder am 20. Juli). In der Deutschen Marine werden bei protokollarischen Anlässen Ehrengäste an Bord in Abhängigkeit ihres Ranges mit einer Großen oder Kleinen Ehrenwache empfangen. Die Große Ehrenwache besteht aus 37, die Kleine Ehrenwache aus 13 Soldaten. Die Ehrenwache tritt unter Gewehr an und präsentiert während des zeremoniellen Anbordkommens oder Vonbordgehens des Gastes.

## Bildergalerie

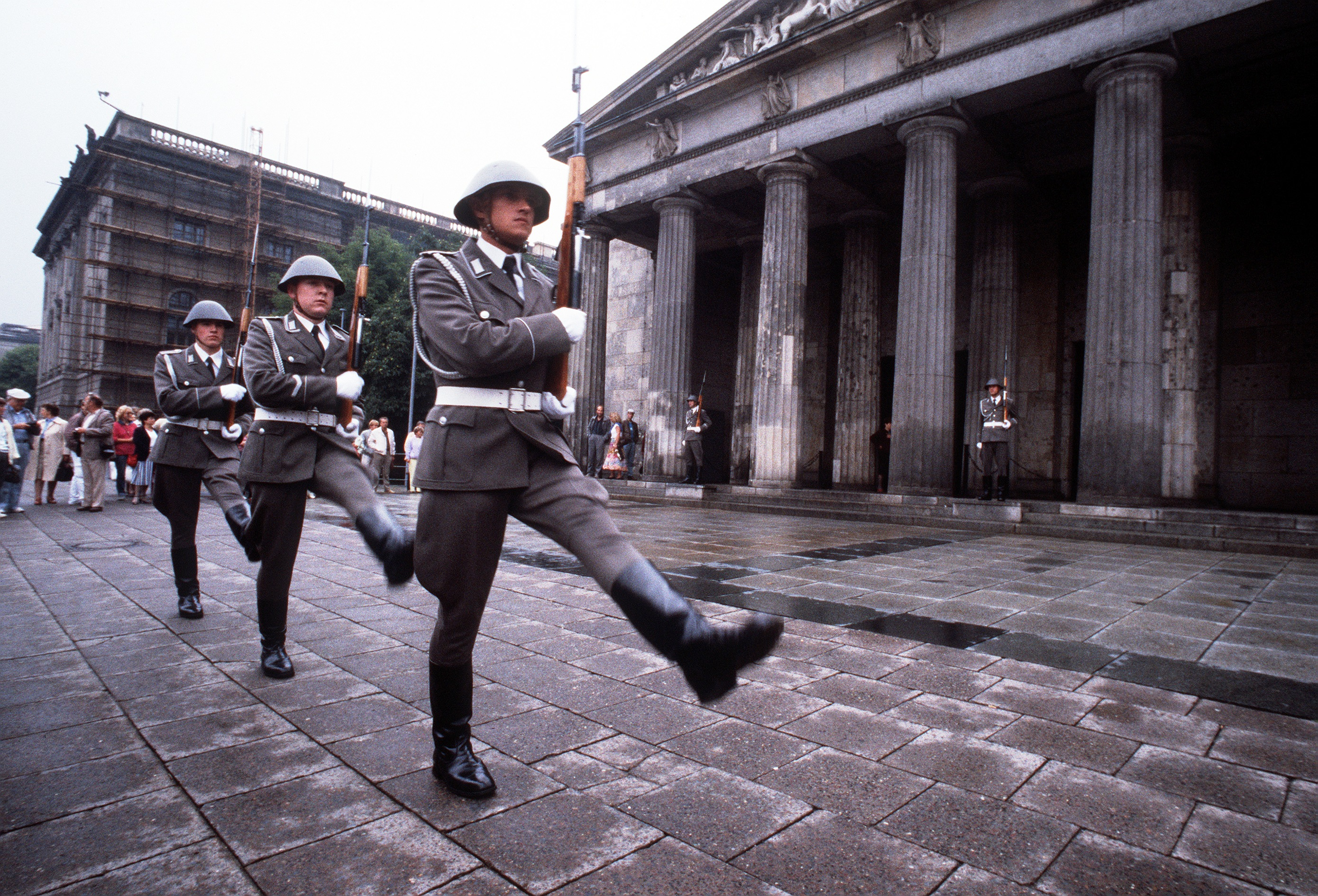
NVA-Ehrenwache an der Neuen Wache in Ost-Berlin (1989)
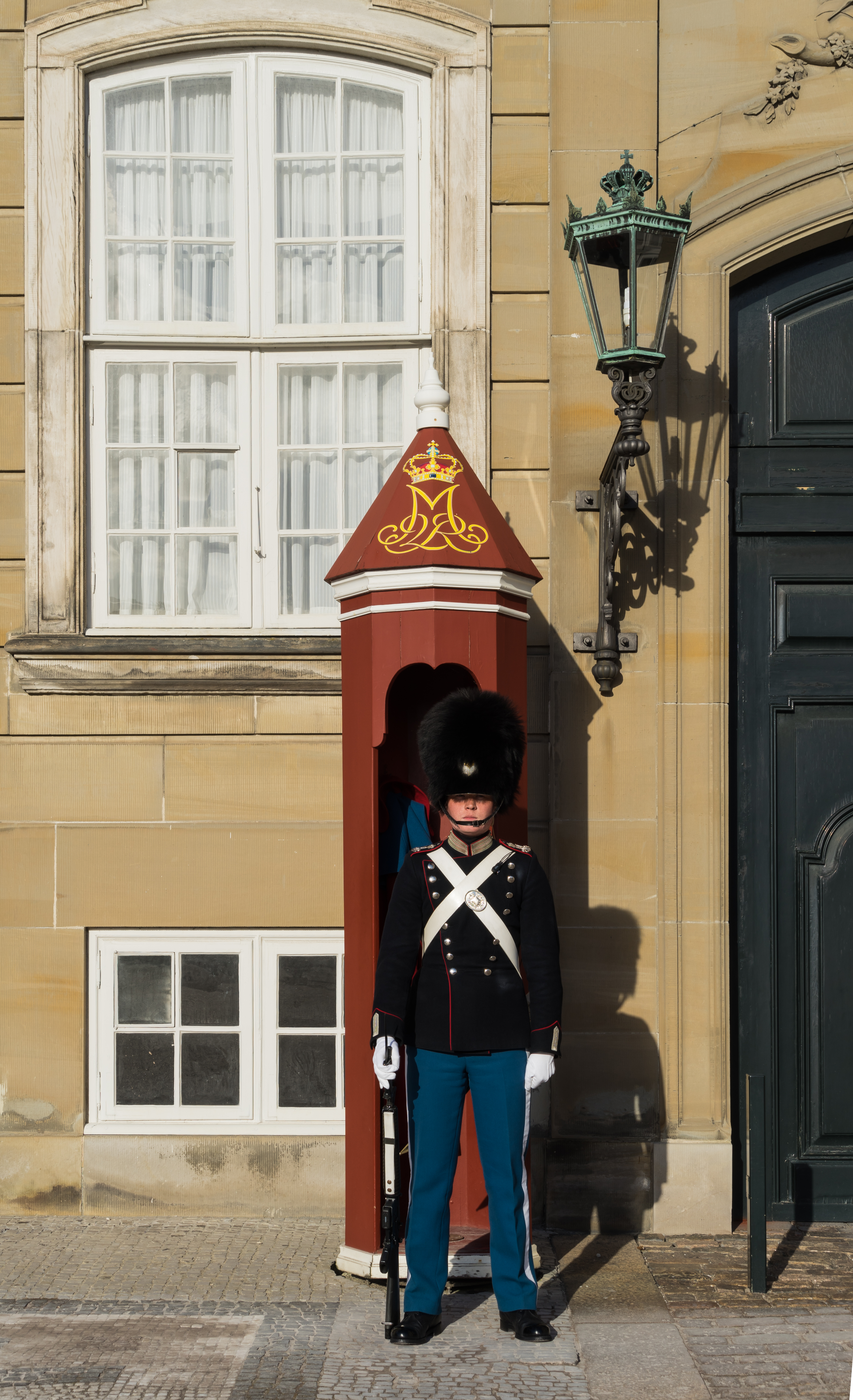
Livgarde am Schloss Amalienborg in Kopenhagen
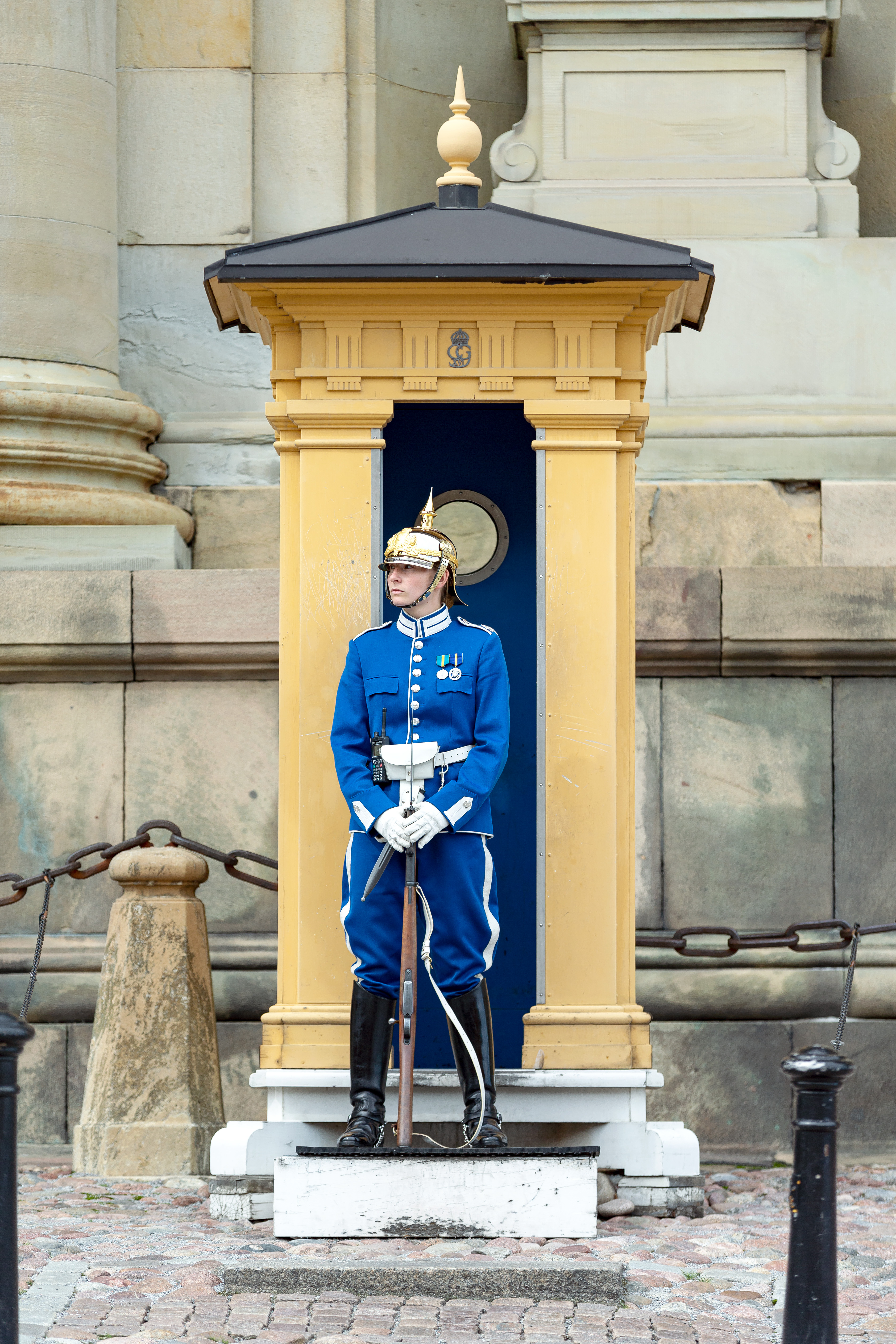
Livgarde am Königlichen Schloss in Stockholm
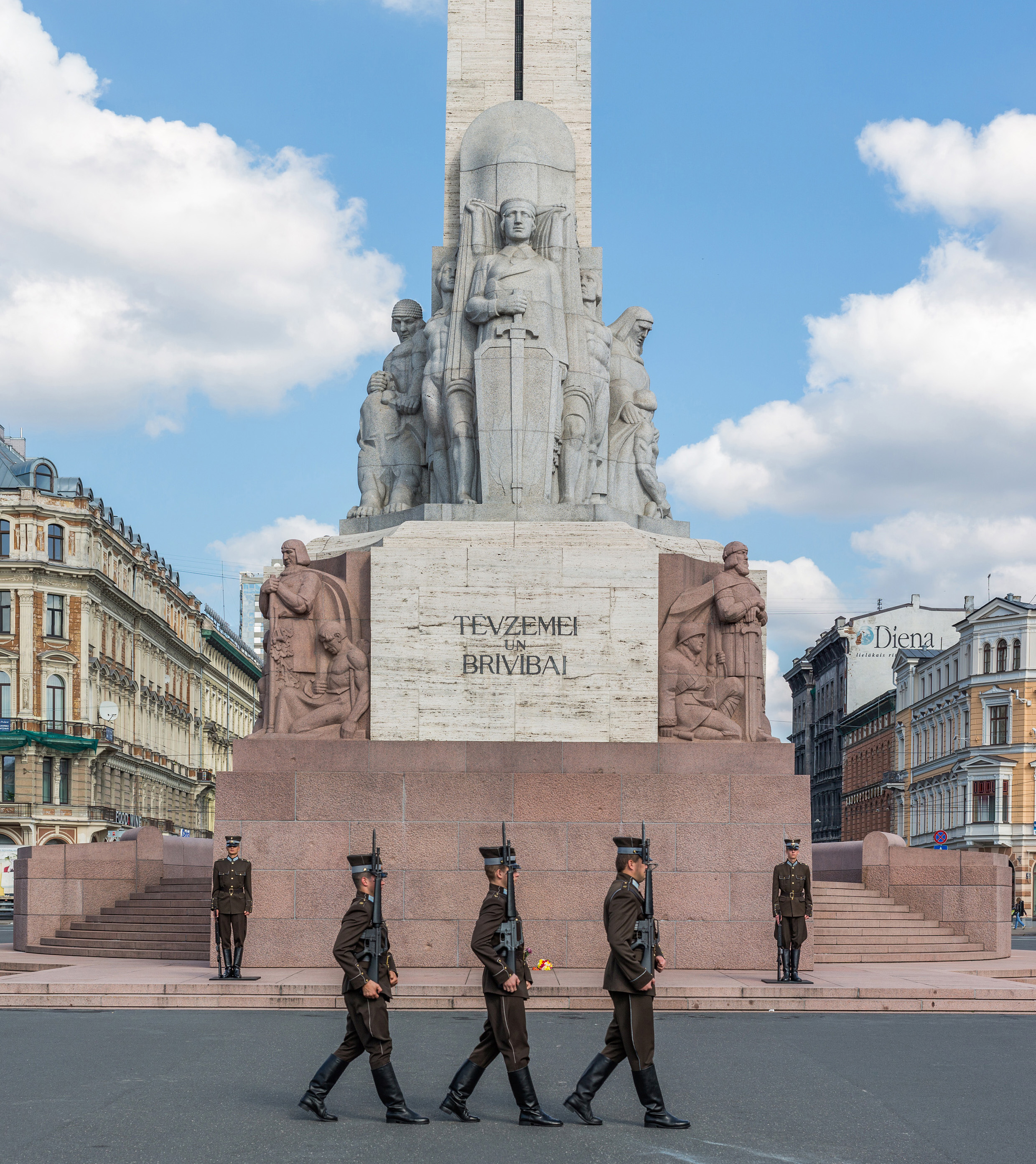
Wachablösung am Freiheitsdenkmal in Riga
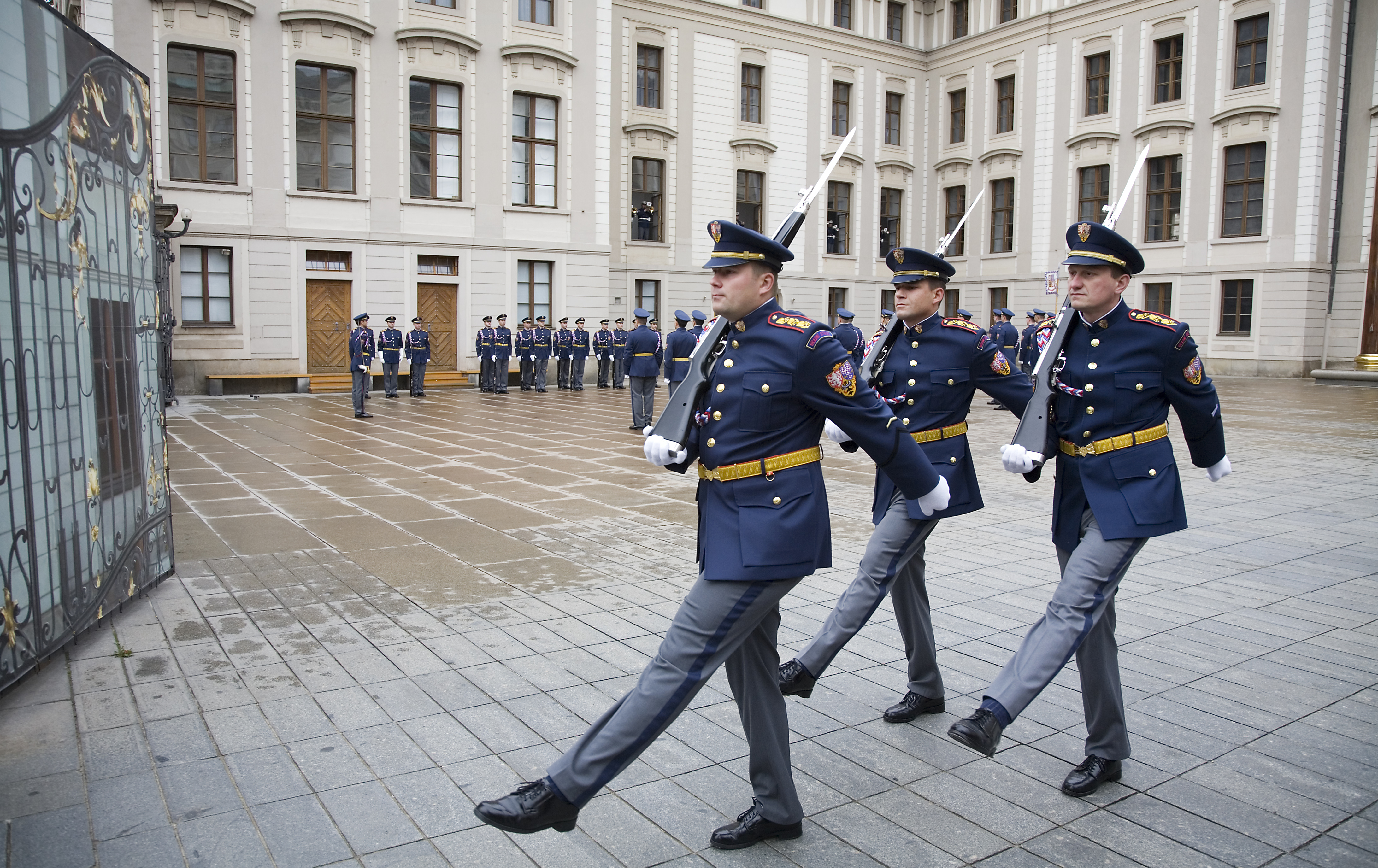
Wachablösung an der Prager Burg
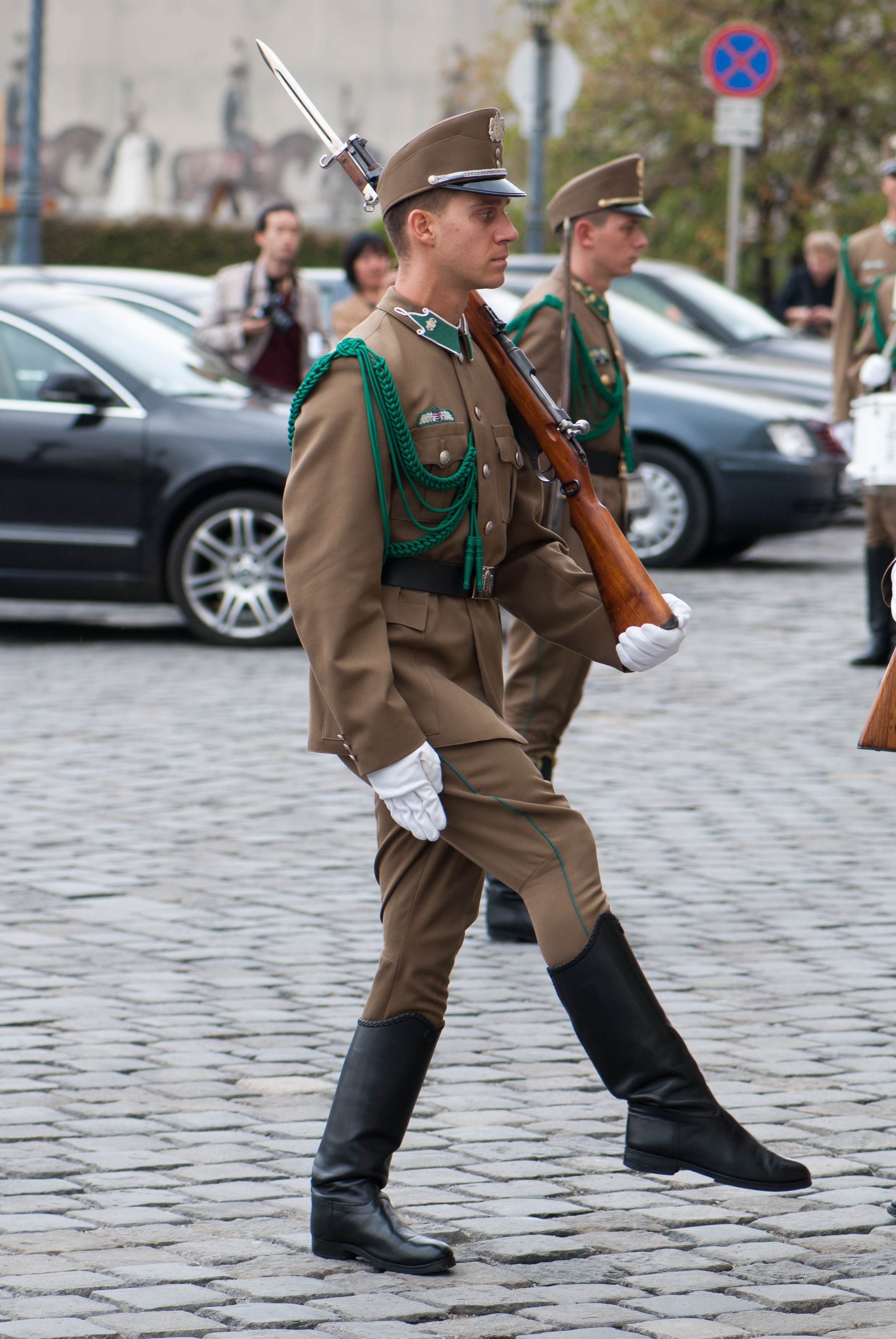
Wachablösung am Budapester Burgpalast
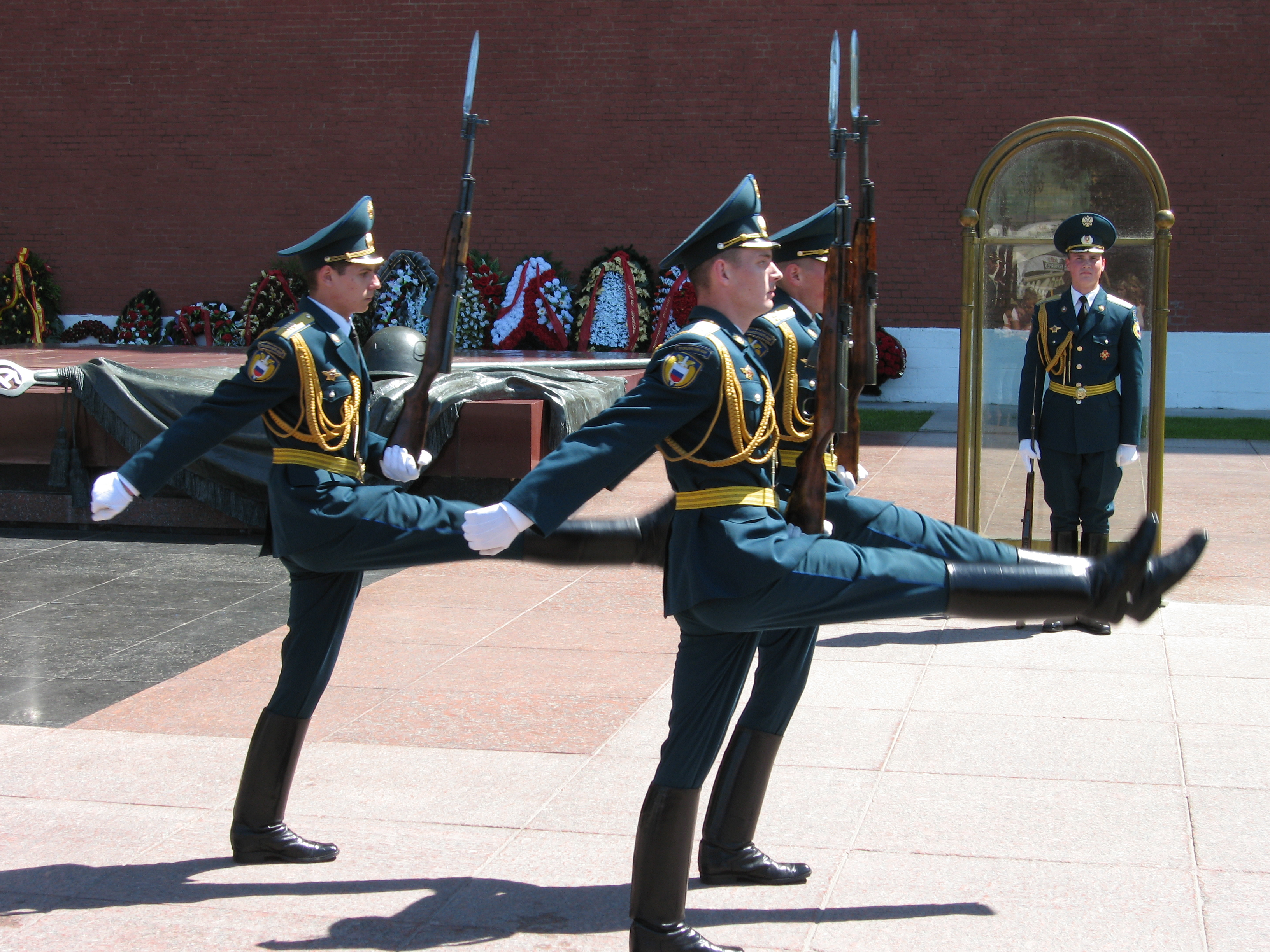
Wachablösung am Moskauer Kreml
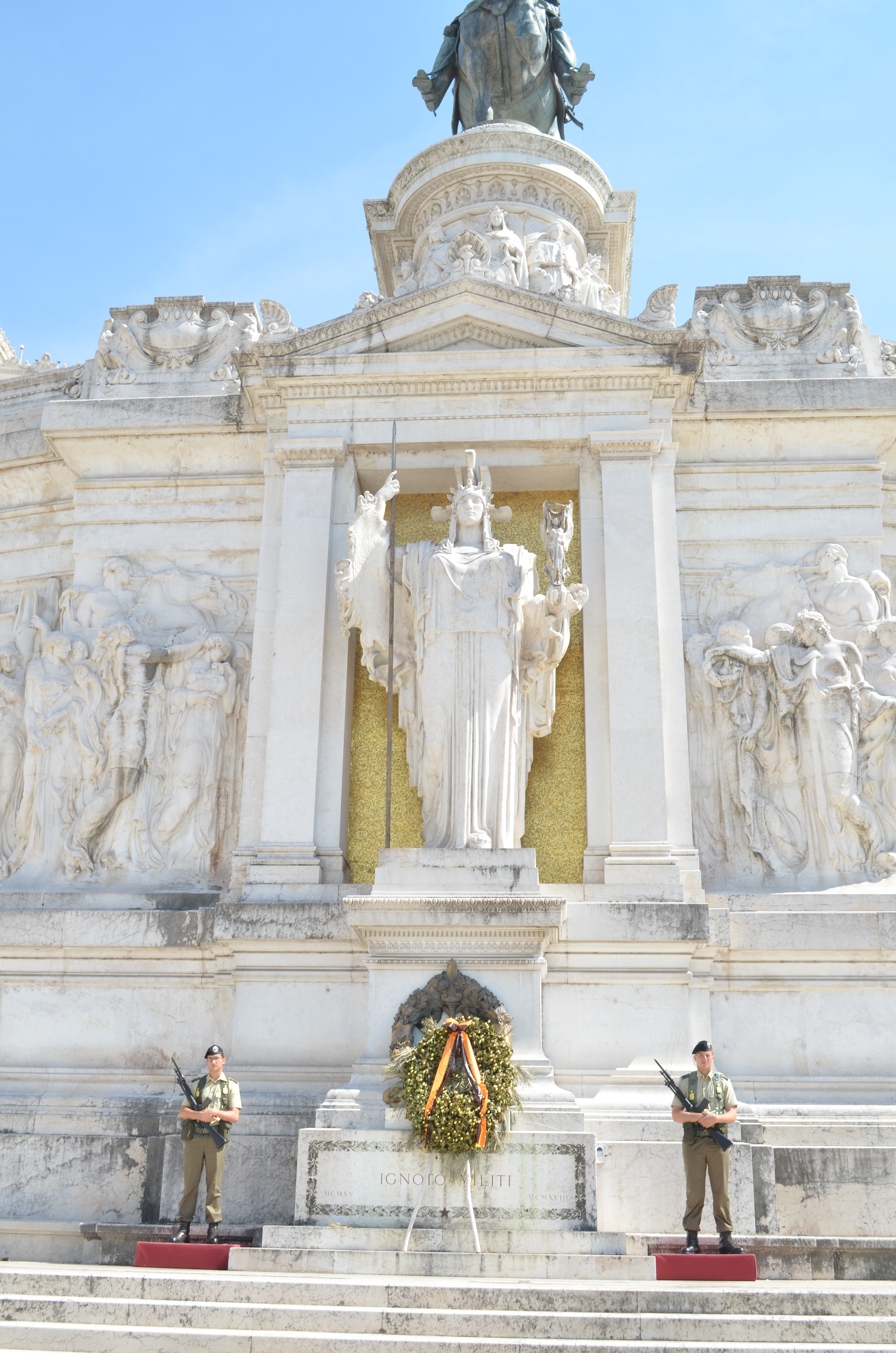
Ehrenwache am Nationaldenkmal in Rom
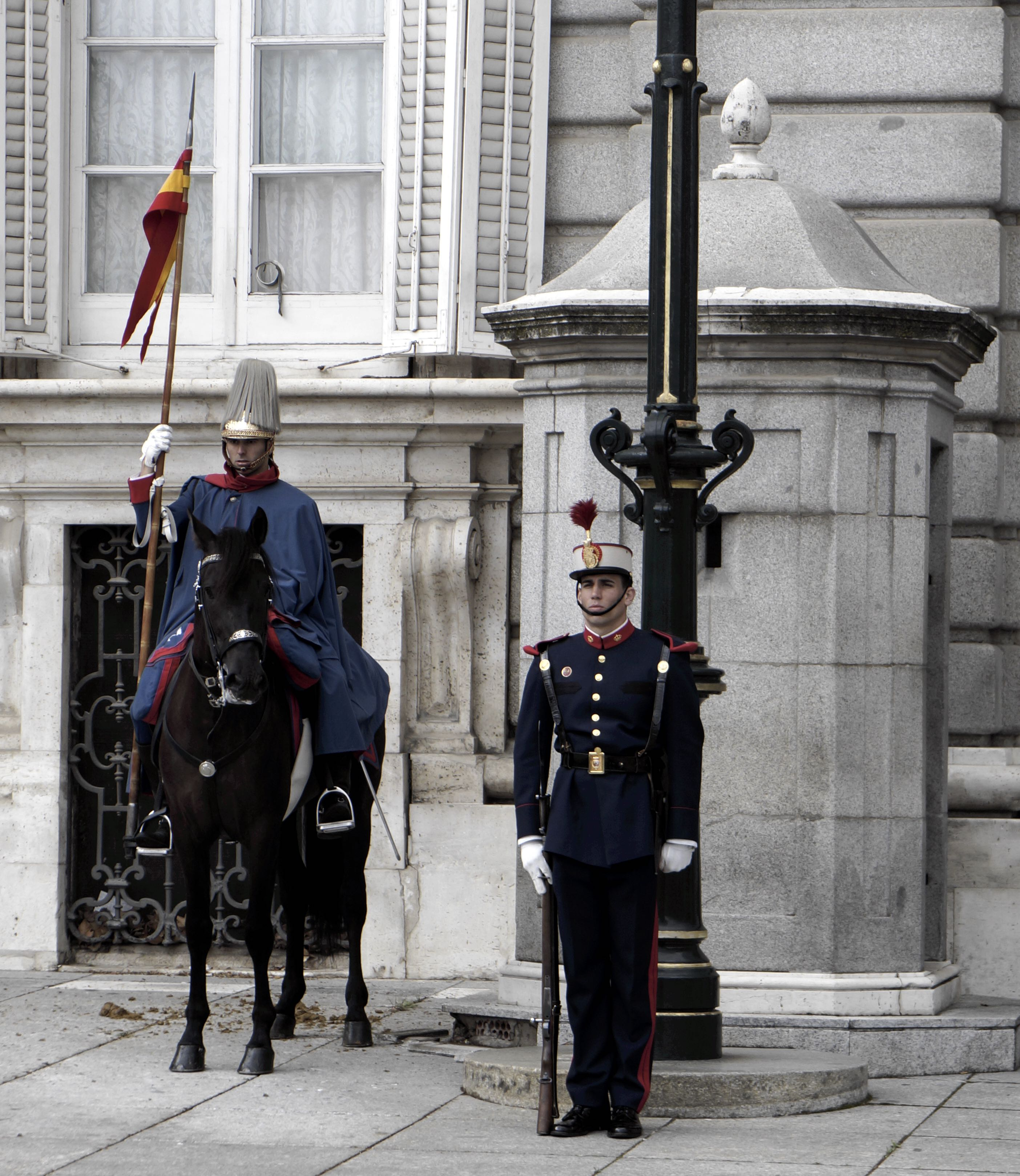
Guardia Real am Königlichen Palast in Madrid
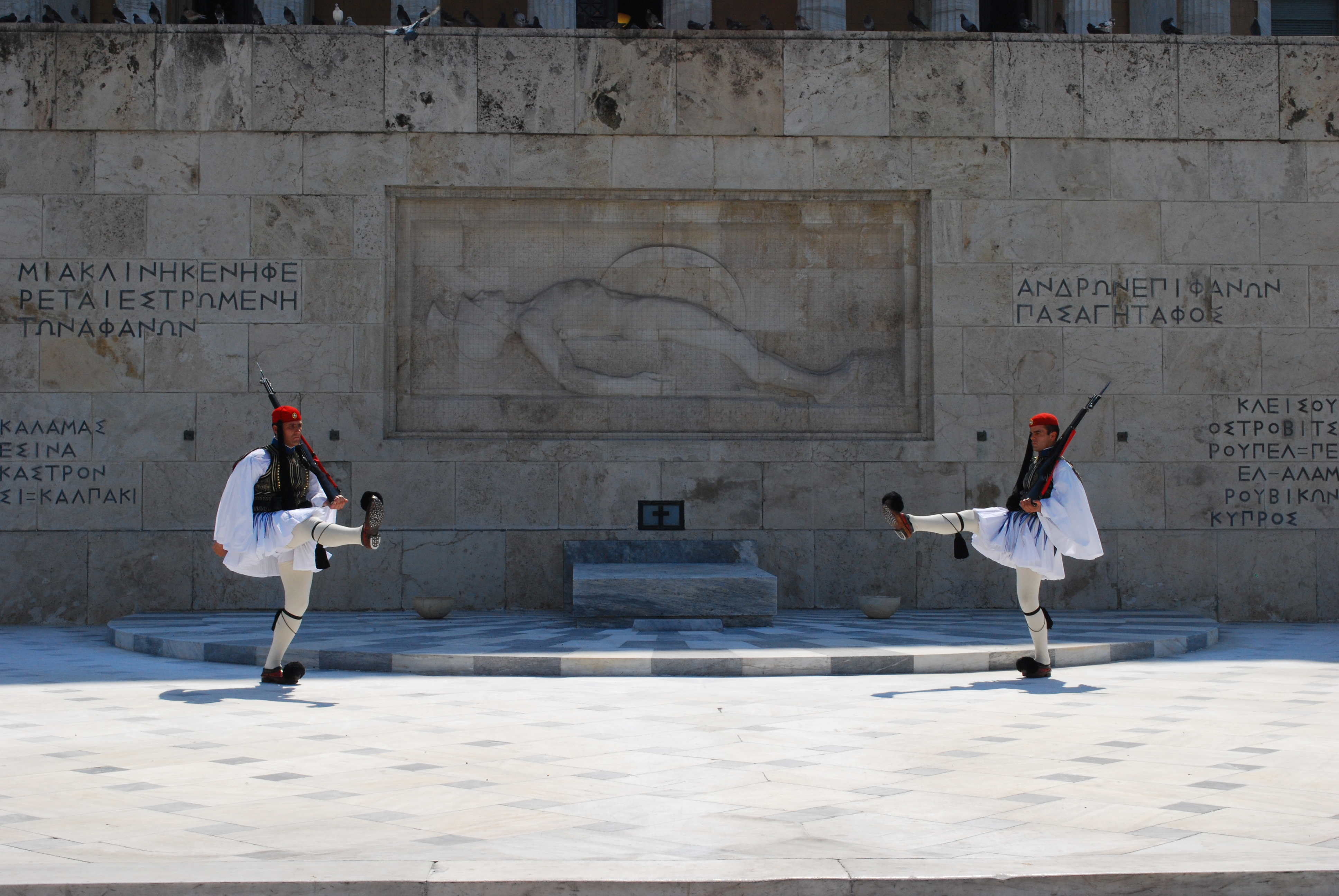
Evzonen am Parlamentsgebäude in Athen
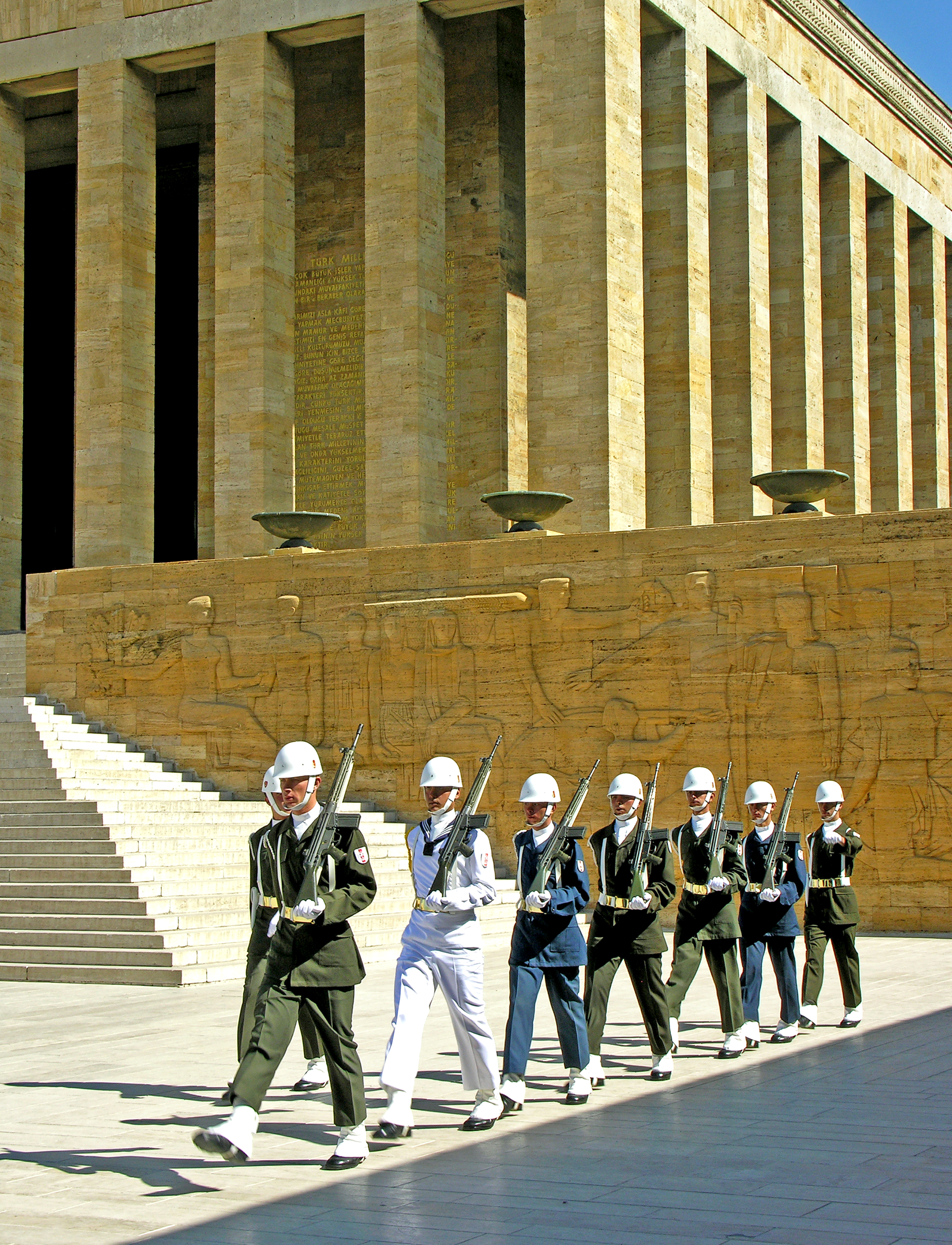
Wachablösung am Atatürk-Mausoleum in Ankara
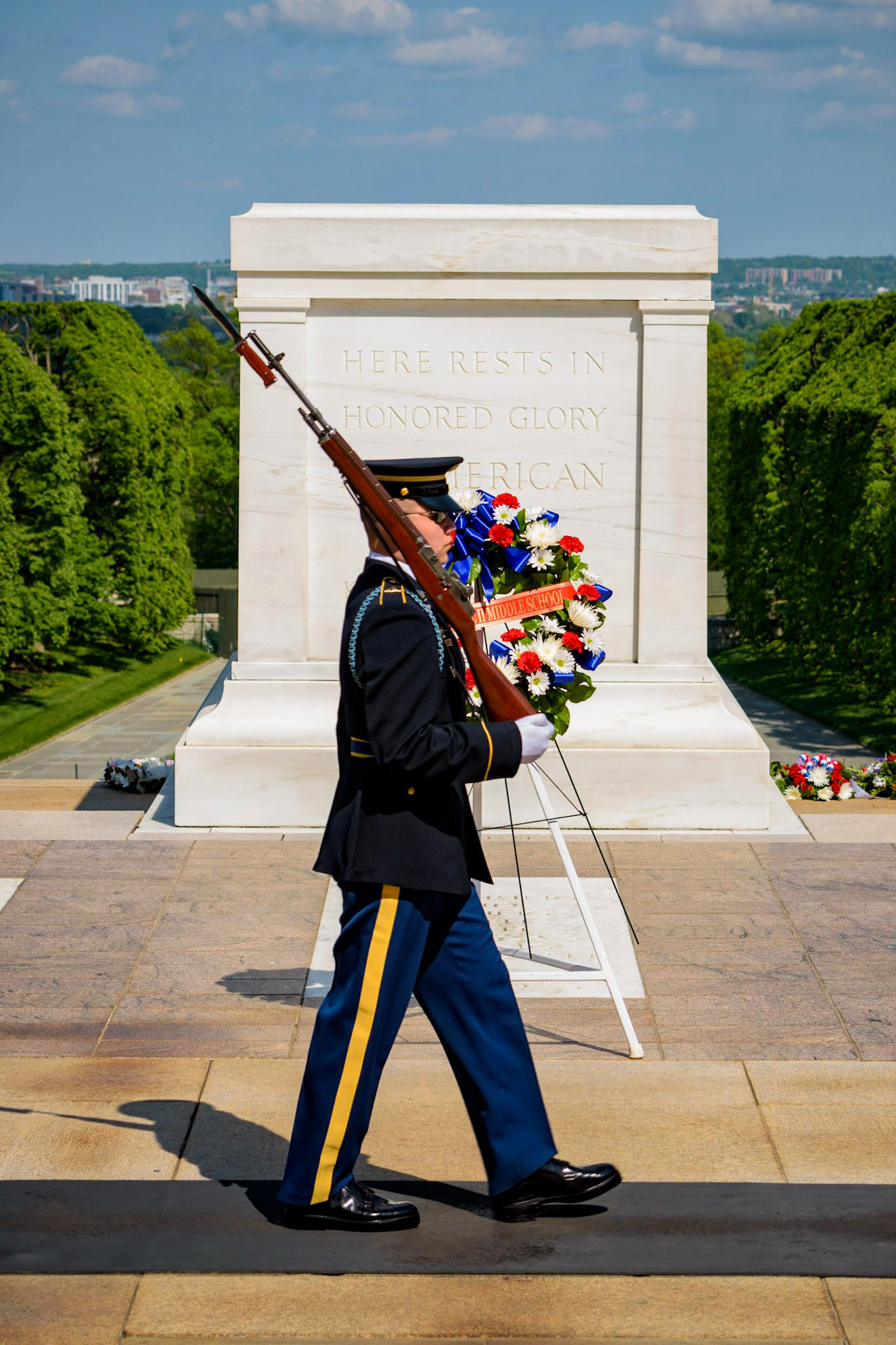
Ehrenwache am Grabmal des unbekannten Soldaten bei Washington